# Брати Блюз (фільм)
«Брати Блюз» (англ. The Blues Brothers) — культовий американський комедійний фільм 1980 року режисера Джона Лендіса. В головних ролях Джон Белуші, Ден Екройд, учасники однойменного музичного гурту «The Blues Brothers». Фільм знятий за мотивами скетчів з передачі «Saturday Night Live».
Брати Джейк і Елвуд намагаються заробити гроші, щоб врятувати дитячий притулок від закриття. Поки вони розшукують музикантів і виступають з концертами, за ними полюють поліція, неонацисти, музиканти-конкуренти та інші недоброзичливці.

## Сюжет
Старший з двох братів, Джейк, виходить з в'язниці. Його зустрічає молодший брат Елвуд на старому поліцейському авто Dodge Monaco, «Блюзмобілі», яке він купив на розпродажі. Гурт «The Blues Brothers», на розчарування Джейка, розпався, а сирітський притулок у Чикаго, в якому виросли брати, закриють через одинадцять днів, якщо не будуть сплачені 5 000 доларів податку. Брати пропонують директорці притулку гроші, але вона відмовляється, бо ці гроші напевне зароблені нечесним шляхом. Вона проганяє Джейка й Елвуда, скинувши їх зі сходів і забороняє повертатися, поки вони не виконають богоугодну справу, врятувавши притулок.
Відвідавши за порадою притулкового сторожа Кертіса музичну службу преподобного Клеофуса Джеймса, брати вирішують відродити гурт, щоб заробити грошей для притулку. Поліція намагається затримати братів за попередні порушення Елвуда. Тоді вони тікають, спрямувавши авто крізь торговий центр. Наступного ранку, коли поліція прибуває до нічлігу, де живе Елвуд, таємнича жінка підриває будинок бомбою. Але Джейка та Елвуд лишаються неушкодженими.
П'ятеро колишніх учасників гурту виступають під назвою «Murph and the Magic Tones» у безлюдному лаунжі готелю і швидко погоджуються повернутися. Інший відмовляє їм, оскільки він став метрдотелем у дорогому ресторані, але після погроз поступається. По дорозі на зустріч з двома останніми учасниками гурту брати виявляють, що дорога через Джексон-парк перекрита демонстрацією Американської нацистської партії. Елвуд виганяє їх з мосту і лідер нацистської партії клянеться помститися. Двоє останніх учасників гурту, які тепер керують рестораном соул-фуду, знову приєднуються до гурту всупереч пораді дружини одного з них. Возз'єднана група отримує інструменти та обладнання в борг з музичної біржі «Ray's Music Exchange».
Коли Джейк намагається забронювати концерт телефоном, таємнича жінка підриває телефонну будку. Він знову дивом залишається неушкодженим. Гурт випадково потрапляє на концерт у гонкі-тонк-клубі і виступає замість «Good Ole Boys». Спершу «The Blues Brothers» освистують, але вони змінюють пісню на ту, що до вподоби грубій галасливій публіці. Джейк та Елвуд завойовують прихильність, однак витрати за випите гуртом пиво виявляються більші, ніж виручка. Їхній виступ розлючує «Good Ole Boys», кантрі-гурт, який повинен був виступати в клубі першим.
Брати вмовляють свого колишнього агента забронювати залу в готелі «Palace Hotel» для великого концерту. Вони встановлюють гучномовець на дах «Блюзмобілю» і їздять по Чикаго, рекламуючи концерт. Але через це про їхнє розташування довідуються поліція, неонацисти й «Good Ole Boys». Всі вони врешті й заповнюють балкони зали, готуючись напасти. Джейк та Елвуд виконують дві пісні, а потім тікають зі сцени, лишивши решту гурту розважати публіку. Керівник звукозаписної компанії пропонує їм аванс у розмірі 10 000 доларів за контракт і допомагає непомітно втекти з готелю. Їх знову перестріває таємнича жінка — мстива колишня наречена Джейка. Її спроба розстріляти Джейка з M16 знову дивом залишає його неушкодженим. Джейк каже їй декілька абсурдних виправдань чому він покинув її (серед них землетрус і нашестя сарани). Наречена проте погоджується відпустити братів.
Джейк та Елвуд поспішають до притулку, переслідувані десятками правоохоронців і «Good Ole Boys». Їм вдається уникнути переслідувачів, які потрапляють у серію аварій. До гонитви під «Політ валькірій» приєднуються неонацисти, але Елвуд виконує неймовірний трюк і запускає своє авто в повітря. «Блюзмобіль» врешті-решт ламається, проте брати встигають забігти до будівлі мерії, щоб заплатити податок за сирітський притулок. За ними біжать сотні правоохоронців, пожежників та Національна гвардія. Щойно борг сплачено, Джейка та Елвуда заарештовують.
У в'язниці «The Blues Brothers» грають для ув'язнених «Jailhouse Rock» Елвіса Преслі.

## В ролях
The Blues Brothers Band
- Джон Белуші — Джейк Блюз, вокал
- Ден Екройд  — Елвуд Блюз, Губна гармоніка, вокал
- Стів Кроппер — «Colonel» Соло-гітара, ритм-гітара, вокал
- Дональд Данн — «Duck» Бас-гітара
- Мерфі Данн — «Murph» Клавіші
- Віллі Холл — «Too Big» Ударні
- Том Мелоун — «Bones» Тромбон, бек-вокал
- Луї Маріні — «Blue Lou» Саксофон-альт, бек-вокал
- Метт Мерфі — «Guitar» Соло-гітара
- Алан Рубін — «Mr. Fabulous» Труба, бек-вокал

Інші герої
- Кеб Келловей — Куртіс
- Керрі Фішер — загадкова жінка
- Арета Франклін — Місис Мерфі
- Рей Чарлз — Рей
- Джеймс Браун — проповідник Клефус Джеймс
- Джон Кенді — Бертон Мерсер
- Кетлін Фрімен — сестра Мері Стігмат
- Генрі Гібсон — Наззі
- Стів Лоуренс — Слайн
- Ральф Фуді — диспетчер поліції
- Твіггі — камео
- Френк Оз — працівник в'язниці
- Чарльз Неп'єр — Макелрой
- Чака Хан — співачка
- Джон Лі Гукер — музикант на вулиці
- Джон Лендіс — камео
- Пол Рубенс — Чезз Паул
- Стівен Спілберг — камео

## Саундтрек
The Blues Brothers: Music from the Soundtrack вийшов 20 червня 1980 р. у співпраці з Atlantic Records.

### Треки
| №   | Композиція                         | Виконавець                                 | Час (хв.) |
| --- | ---------------------------------- | ------------------------------------------ | --------- |
| 1.  | «She Caught the Katy»              | Taj Mahal, Yank Rachell                    | 4:10      |
| 2.  | «Peter Gunn Theme»                 | Henry Mancini                              | 3:46      |
| 3.  | «Gimme Some Lovin»                 | Steve Winwood, Muff Winwood, Spencer Davis | 3:06      |
| 4.  | «Shake a Tail Feather»             | Andre Williams                             | 2:48      |
| 5.  | «Everybody Needs Somebody to Love» | Jerry Wexler, Bert Berns, Solomon Burke    | 3:21      |
| 6.  | «The Old Landmark»                 | Adeline M. Brunner                         | 2:56      |
| 7.  | «Think»                            | Aretha Franklin                            | 3:13      |
| 8.  | «Theme from Rawhide»               | Dimitri Tiomkin, Ned Washington            | 2:27      |
| 9.  | «Minnie the Moocher»               | Cab Calloway, Irving Mills                 | 3:23      |
| 10. | «Sweet Home Chicago»               | Robert Johnson                             | 7:48      |
| 11. | «Jailhouse Rock»                   | Jerry Leiber, Mike Stoller                 | 3:19      |

## Сприйняття
«Брати Блюз» отримали переважно позитивні відгуки від критиків. На Rotten Tomatoes фільм має 71 % схвальних рецензій з середньою оцінкою 7,5/10. Критичний консенсус сайту: «Занадто перебільшено, але зрештою врятовано завдяки шарму акторського складу, грації режисера Джона Лендіса та кільком зворушливим музичним номерам». Фільм посідає 20-е місце у списку «50 найкращих комедій» журналу «Empire». На Metacritic його середня оцінка 60 зі 100.
Роджер Еберт хвалив, що режисеру Джону Лендісу вдалося зібрати всі частини дуже різнорідного в плані локацій фільму. «Брати Блюз» — це гонитва з дивовижною координацією рухів крізь відомі місця Чикаго. Гонитва час від часу переривається музичними номерами, які здебільшого дуже хороші та сповнені потужної енергії. Великий внесок роблять виражені особистості головних героїв: Белуші та Ейкройд постають як запеклі міські хлопці, циніки, чий світогляд водночас дуже простий. Все це ідеально поєднується з іншими частинами фільму.
Річард Корілл у журналі «Time» назвав «Братів Блюз» розширеною версією «Saturday Night Live». Лендіс, за словами критика, пробує тут усе: від різних ракурсів до монтажних прийомів. Але фільм врешті-решт — це реклама нового альбому «Village People», чия титульна пісня звучить останні 11 хвилин.
Кім Н'юмен, оцінюючи фільм через 30 років по його виходу в журналі «Empire», писав, що фільм «Блюз», коли вийшов у прокат, влучив у потрібне місце своєї цільової аудиторії — хіпі підстаркуватого віку та молодих панків. Він є своєрідним контркультурним криком проти зростаючої хвилі конформізму кінця 70-х. Його стиль складає суміш міської мерзенності, автомобільних розвалюх та ритм-енд-блюзу, а уніформа «Братів» з темних костюмів, капелюхів та сонцезахисних окулярів протестує проти диско-естетики.
Даніель де Візе в журналі «Chicago magazine» зауважував: якщо потреба рятувати сирітський притулок від боргів виглядає надуманою, то демонстрація неонацистів у Чикаго була цілком у дусі того часу і фільм викривав реальні тенденції. «Брати Блюз» примітний і тим, що після 1959 в Чикаго майже не знімали фільмів (після виходу серіалу «Загін М», де зобразили чиказького поліцейського-хабарника). Коли Джейн Бірн обійняла посаду першої жінки-мера Чикаго, Лендіс одразу скористався нагодою, ще й задіявши понад сотню автомобілів.

## Цікаві факти
- 103 автомобілі були зруйновані під час знімання — світовий рекорд в той час[7]. Цей рекорд був побитий два роки потому, коли 150 автомобілів (і літак) були розбиті для фільму «Лахмітник» (1982). Цей рекорд своєю чергою протримався протягом двох десятиліть, поки понад 300 автомобілів не були зруйновані під час знімання «Матриця: Перезавантаження» (2003).
- Під час знімання сцени виходу з в'язниці, вертоліт знімальної групи був обстріляний справжнім охоронцем в'язниці, який подумав що це шпигуни.
- У грудні 2020 року фільм внесений до Національного реєстру фільмів у Бібліотеці Конгресу США[8].
- Назву «Брати Блюзу» має також відомий український рок-джазовий гурт, заснований у 1992 році.